# Juncus ganeshii
Juncus ganeshii är en tågväxtart som beskrevs av Miyam. och Hideaki Ohba. Juncus ganeshii ingår i släktet tåg, och familjen tågväxter. Inga underarter finns listade i Catalogue of Life.